# Helena Steinhaus

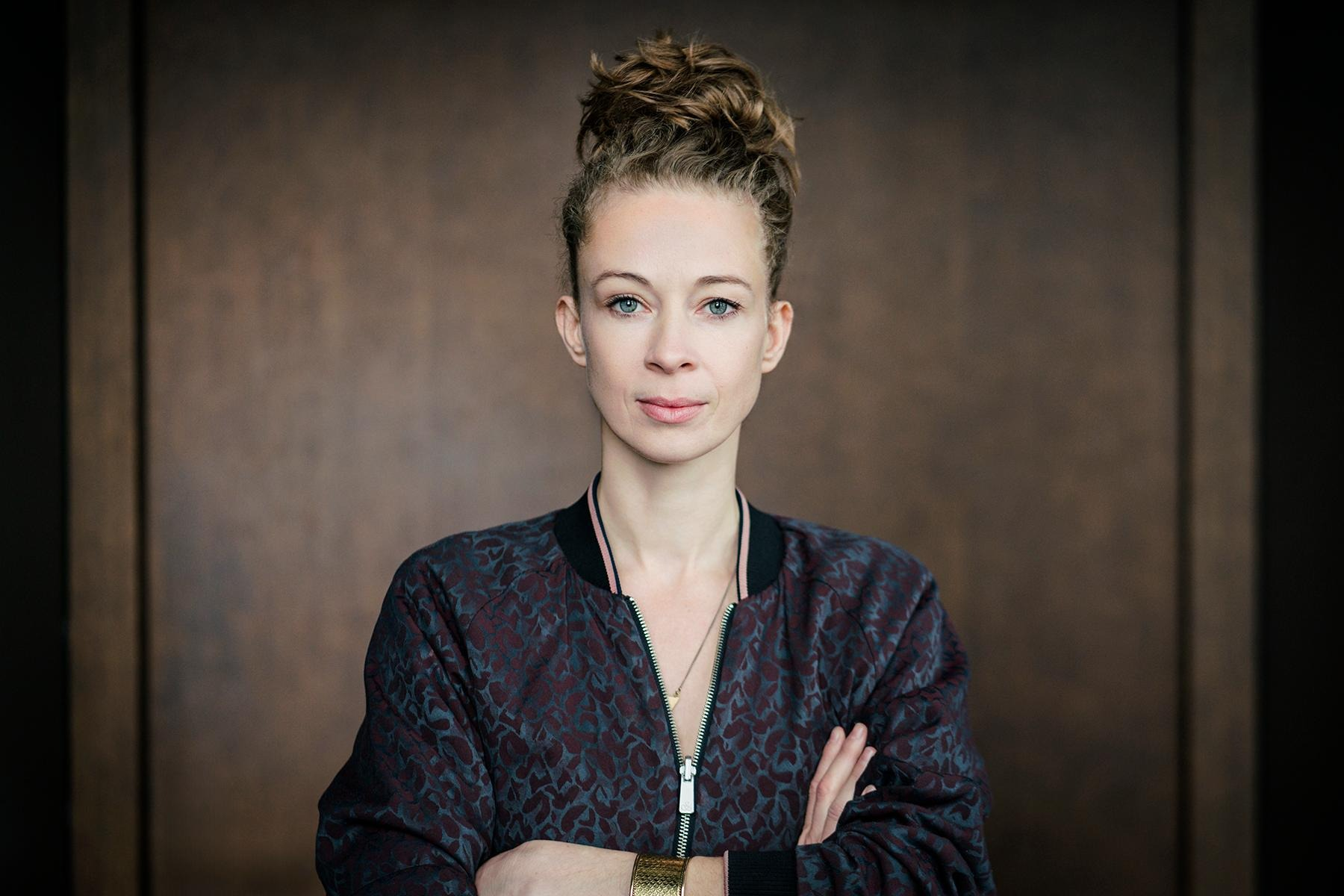
Helena Steinhaus (2025)

Helena Sophia Kilian-Steinhaus (* 8. August 1987 in Bochum) ist eine deutsche Sozialaktivistin und Autorin. Sie wurde bekannt als Kritikerin von Hartz IV und Bürgergeld sowie als Gründerin des Vereins Sanktionsfrei in Berlin.

## Leben
Helena Steinhaus wuchs in Bochum und Witten als Tochter einer alleinerziehenden Mutter auf, die als Erzieherin arbeitete und zeitweise erwerbslos war. Sie studierte Kulturwissenschaften mit den Schwerpunkten Sozialwissenschaften und Linguistik in Frankfurt (Oder) an der Europa-Universität Viadrina. Seit 2008 lebt sie in Berlin, dort gründete sie 2015 gemeinsam mit anderen den Verein Sanktionsfrei und ist dessen Geschäftsführerin. Der Verein unterstützt Armutsbetroffene, die von einer Sanktion betroffen sind und Probleme mit dem Jobcenter haben.

## Positionen und Rezeption
Steinhaus setzt sich für ein Ende von Hartz-IV-Sanktionen und für eine menschenwürdige Grundsicherung ein und will Armut und Erwerbslosigkeit entstigmatisieren. Bei ihrem Engagement für den Verein Sanktionsfrei verweist sie auf eigene Erfahrungen. In ihrer Jugend waren sie und ihr Bruder zeitweise von Hartz IV betroffen, als ihre Mutter nach jahrelanger Festanstellung einen Burn-out erlitt und längere Zeit nicht arbeiten konnte. Auch nach Abschluss ihres Studiums bezog sie zwei Mal Hartz IV, da sie nur saisonweise arbeitete und im Winter ohne Erwerbsarbeit war. Aus dieser Zeit habe sie miterlebt, welcher Druck auf Leistungsbeziehende ausgeübt werde und von welcher Stigmatisierung diese betroffen seien. Sie würden oft für arbeitsunwillig bzw. für selbst schuld an ihrer Situation gehalten und würden so zum „Sündenbock der Leistungsgesellschaft“. Die Stigmatisierung führe ihrer Ansicht nach dazu, dass Empfänger von Hartz IV „ihre Situation oft geheim“ hielten. Die Sanktionen hält sie für das „Kernproblem“ von Hartz IV. Auch bereits die Androhungen von Sanktionen übe großen psychischen Druck auf die Betroffenen aus. Sie kritisiert ferner die niedrigen Regelsätze: „Um die Würde des Einzelnen zu wahren, braucht es vor allem einen höheren Regelsatz“.
Einem breiteren Publikum wurde sie durch zahlreiche Medienauftritte bekannt, darunter auch in der politischen Interview-Sendung Jung & Naiv von Tilo Jung. Als das Bundesverfassungsgericht einige Sanktionen 2019 für verfassungswidrig erklärte, kommentierte Steinhaus das Urteil in mehreren Medien. Sie gilt als Expertin und Kritikerin des Bürgergeldes, das ab 2023 Hartz IV ersetzen soll. Die Frankfurter Rundschau nannte sie 2020 „Die Hartz-4-Hackerin“ bezugnehmend auf ihre Vision, mithilfe des Vereins Sanktionsfrei den im Sozialsystem vorgesehenen Druck auf Erwerbslose zu beseitigen. In der Sendung Frau tv im WDR wurde ihr Werdegang als „Heldengeschichte“ bezeichnet. Sie war 2020 für den durch Edition F zusammen mit Zeit Online und dem Handelsblatt vergebenen 25 Frauen Award nominiert, bevor dieser durch den Rücktritt einiger Nominierter abgesagt wurde. In Brigitte wurde Steinhaus 2022 als „Macherin“ porträtiert für ihren Vorstoß, „Hartz IV-Sanktionen den Schrecken [zu] nehmen.“ Am 12. September 2022 war sie zu Gast in der Bundespressekonferenz, wo sie die Studie „Hartz-Plus“ vorstellte und Handlungsempfehlungen für das künftige Bürgergeld gab.

## Publikationen
- mit Claudia Cornelsen: Es braucht nicht viel. S. Fischer, Frankfurt am Main 2023, ISBN 978-3-10-397557-4.[26]

## Auszeichnungen
- 2025: Marburger Leuchtfeuer für soziale Bürgerrechte für ihre Gründung und Arbeit mit der Initiativbewegung Sanktionsfrei[27]